# Zoomarine
Zoomarine è un parco divertimenti italiano situato a Torvaianica nel comune di Pomezia, nella Città metropolitana di Roma, aperto nel settembre del 2005.
Con una superficie complessiva di 40000 m², è il più grande parco marino italiano . 
Principalmente zoologico, include anche attività da parco acquatico e tematico. 
Conta 19 attrazioni.

## Storia

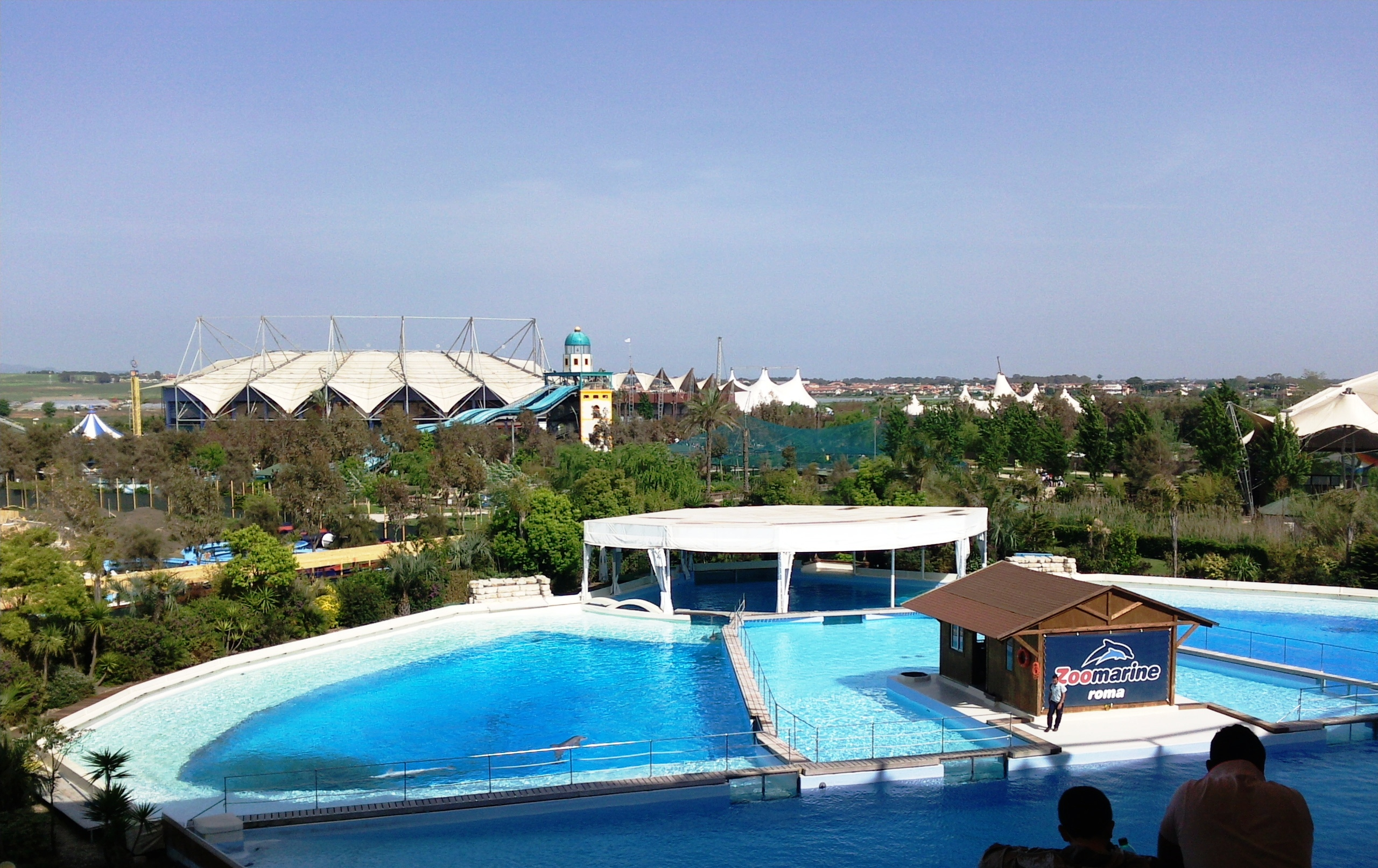
La vista del parco dal Dolphin Discovery Stadio.

La struttura riprende il concept e la filosofia dell'omonima struttura presente dal 1989 ad Albufeira nella regione dell'Algarve, in Portogallo. L'azienda proprietaria del parco, la Mundo Aquático - Parques Oceanográficos de Entretenimento Educativo SA, ha poi realizzato a metà del mese di settembre 2005 la struttura. Dal 1º agosto 2015 la Mundo Acquatico Sa cede la proprietà del parco alla multinazionale messicana The Dolphin Company.
Il parco misura 40000 m².
Nel corso degli anni il parco è stato oggetto di diversi ampliamenti e nuove attrazioni. Gli ampliamenti più significativi sono stati:
- 2007: inaugurazione della dimostrazione Piana dei rapaci.
- 2009: inaugurazione delle attrazioni Cinema 4D e Drop Zone, nonché l'apertura della piscina da 2000 m² con lettini e ombrelloni.
- 2010: vengono proposte 2 novità: la prima montagna russa del parco, Vertigo e il parco acquatico con gli scivoli Aquatube, Kamikaze e Toboca. Contestualmente viene riposizionata l'area della dimostrazione Piana dei rapaci per far posto al parco acquatico, che viene trasferita a fianco del Cinema 4D.
- 2011: vengono proposte 4 novità: la Zoomarine Beach, una spiaggia tropicale di sabbia, la montagna russa per i più piccoli, Squalotto, la dark ride de L'era dei dinosauri e il programma interattivo guidato Emozione Delfini.
- 2012: vengono proposte 3 novità: all'ingresso del parco viene costruito un megastore, viene aperto il punto di ristoro Aisha Kebab presso lo stadio de La baia dei pinnipiedi e viene infine montata l'attrazione Laguna dei pirati.
- 2014: nella piazza d'ingresso del parco va in scena lo spettacolo dell'Acrobasket.
- 2015: sul retro dello stadio de La baia dei pinnipedi viene allestita La spiaggia dei pinguini.
- 2016: vengono proposte 4 novità: Oasi delle tartarughe, un piccolo giardino contenente le tartarughe giganti africane, le 2 nuove attrazioni Surf e Acqua Splash, e l'installazione del maxi schermo presso L'isola dei delfini. Contestualmente, viene rimosso il Laghetto dei Pellicani e l'attrazione Playground.
- 2017: l'identità visiva del parco viene completamente rinnovata e alcuni servizi e attrazioni e subiscono un processo di rebranding. Vengono, inoltre, proposte 5 novità: i programmi interattivi guidati Giochiamo insieme ai Pinnipiedi e Avventura nella foresta, l'installazione delle attrazioni Volo del Falco, Formula Segway e Covo dei Pirati.

## Dimostrazioni
Nel 2005, anno di apertura del parco, gli show erano divisi in: Il galeone dei leoni marini, La baia dei pinnipedi, La foresta dei pappagalli e L'isola dei delfini. Negli anni successivi alcuni sono state rivisti e corretti e altri sono stati rimpiazzati da nuovi spettacoli. Gli attuali sono: Il galeone dei tuffatori, La baia dei pinnipedi, La foresta dei pappagalli, L'isola dei delfini. In più ci sono tre aree in cui gli animali sono semplicemente mostrati nei loro comportamenti naturali: Oasi delle tartarughe, Spiaggia dei pinguini, Laghetto dei fenicotteri. Nella stagione 2017 il Laghetto dei fenicotteri diventa Avventura nella foresta mentre l'arena della dimostrazione L'isola dei delfini cambia nome in Dolphin Discovery Stadio. Dal 1º settembre 2017 la dimostrazione La piana dei rapaci viene definitivamente soppressa e sostituita dal 2018 con Amici di zampa.

## Attrazioni

### Attrazioni attuali
Il parco conta 18 attrazioni operative, elencate in ordine cronologico di apertura al pubblico. Tra parentesi, l'anno di apertura.
- Blue River (2005), log flume.
- Carosello (2005), flat ride.
- Harakiri (2005), scivolo.
- Eureka (2005), flat ride.
- Mini polpo (2005), flat ride.
- Polpo (2005), flat ride.
- Trenino fattoria (2005), trenino.
- Cinema 4D (2009), cinema 4D.
- Playground Cinema 4D (2009), playground.
- Vertigo (2010), roller coaster.
- Era dei dinosauri (2011), dark ride.
- Squalotto (2011), junior coaster.
- Laguna dei pirati (2012), splash battle.
- Hawaii (2016), playground acquatico. Fino al 2017 veniva identificata col nome di Acqua Splash.
- Flow Rider (2016), flow rider. Fino al 2017 veniva identificata col nome di Surf.
- Formula Segway (2017), percorso interno al parco.
- Volo del falco (2017), zipline.
- Covo dei pirati (2017), piscina per bambini.
- Galeone maledetto (2018), horror house.
- Terra dei draghi (2018), dark ride.
- Free Fall (2019), gonfiabile.
- Camelot (2022), playground

#### Galleria attrazioni attuali

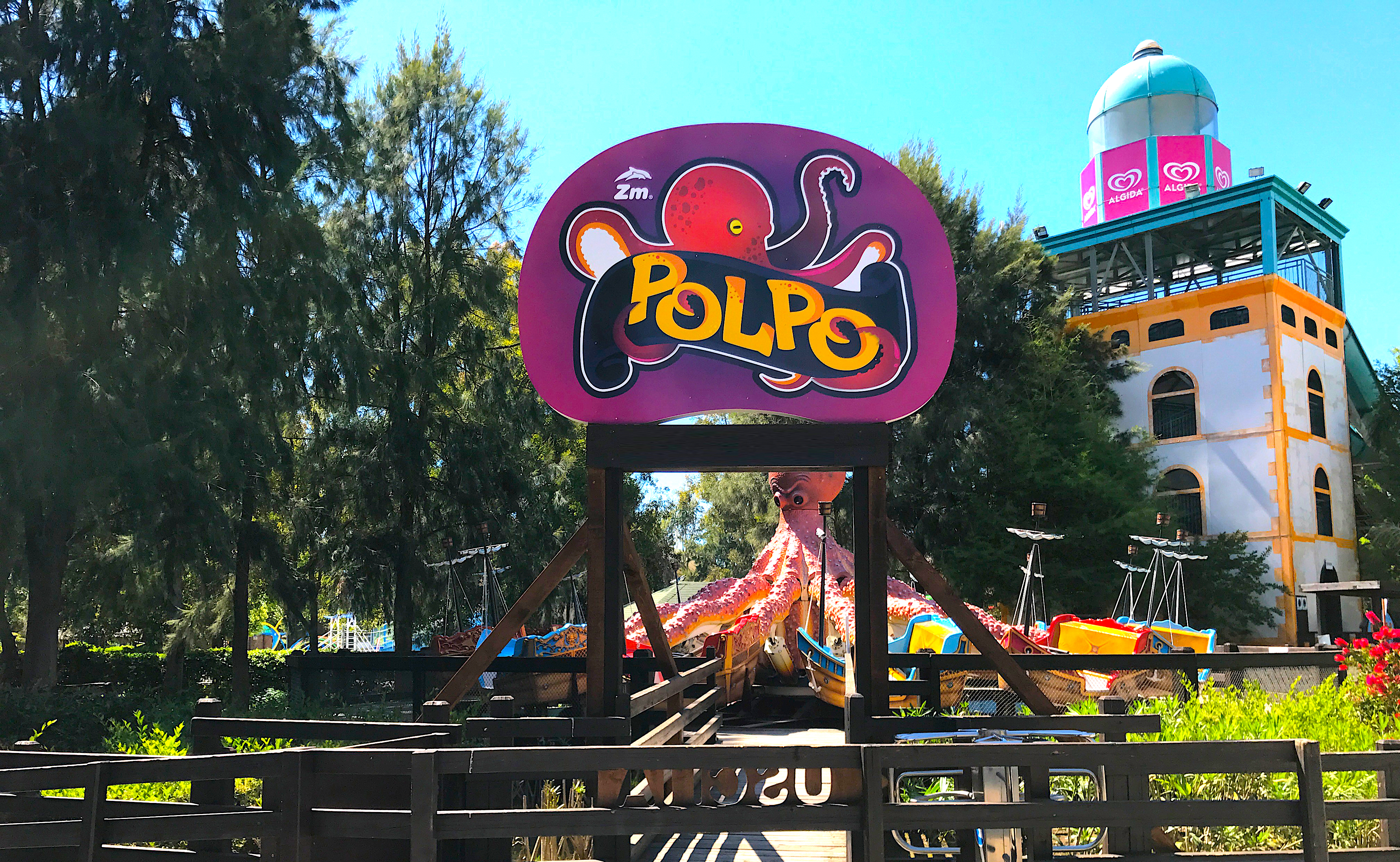
Polpo
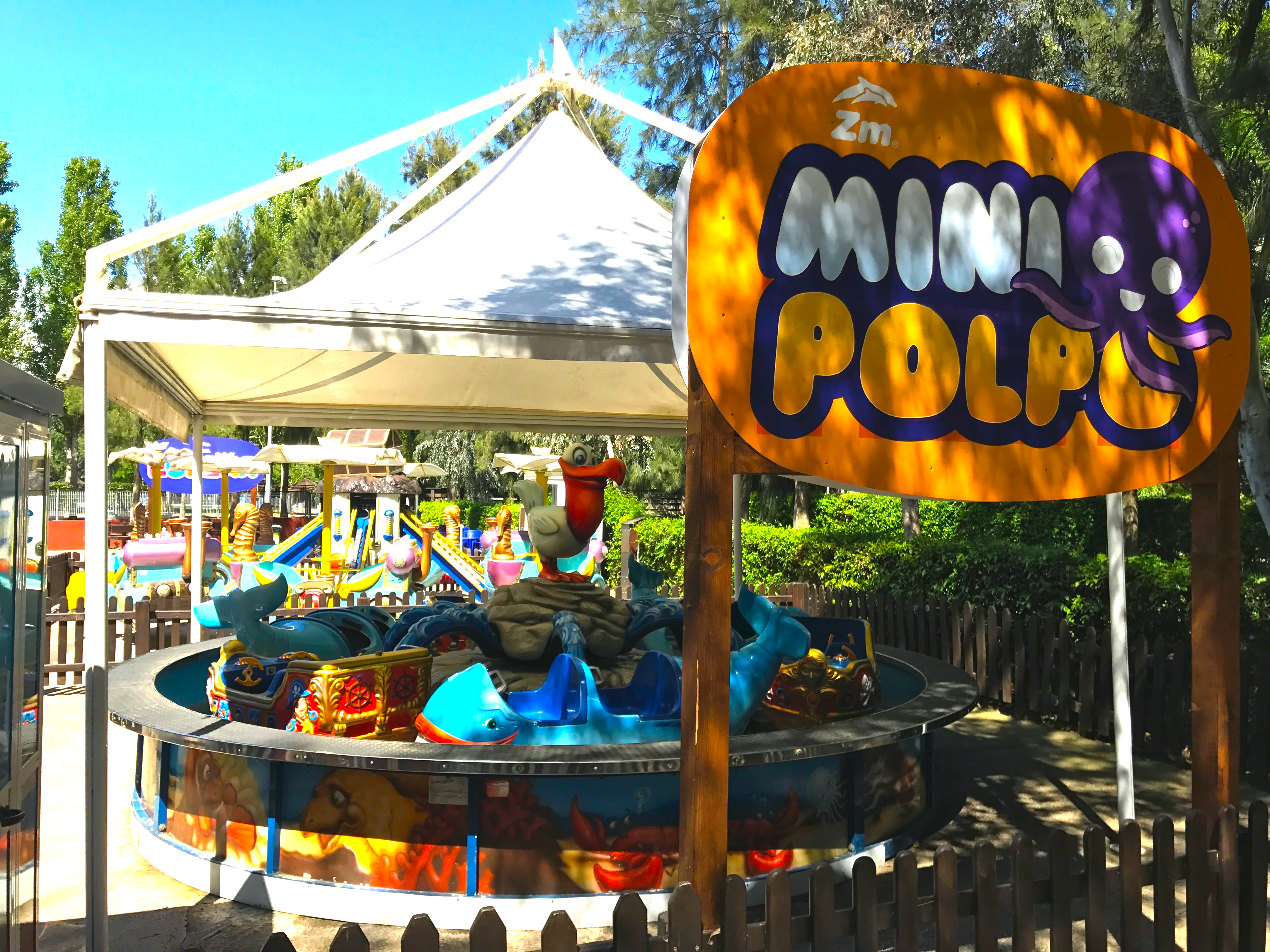
Mini polpo
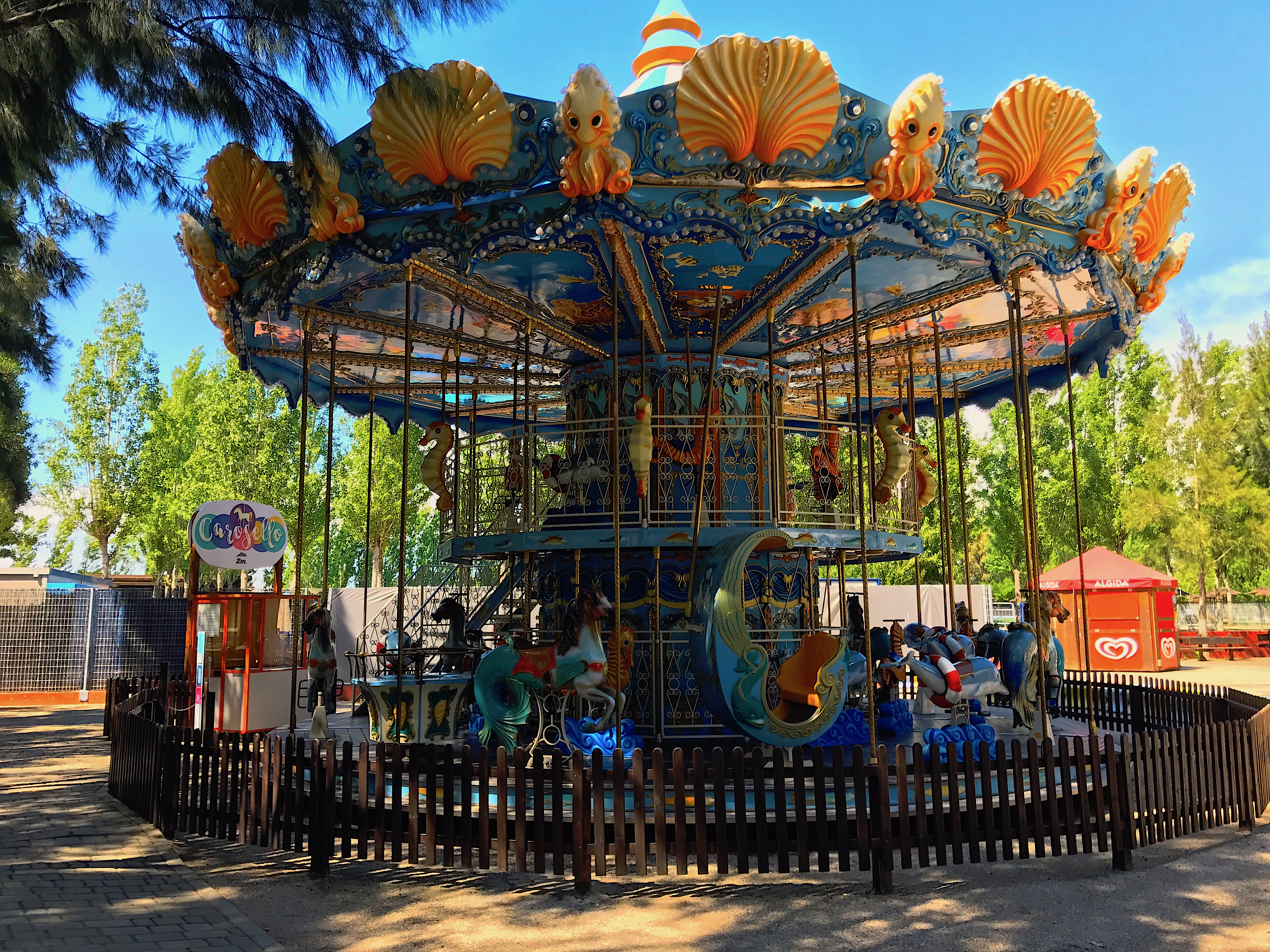
Carousel
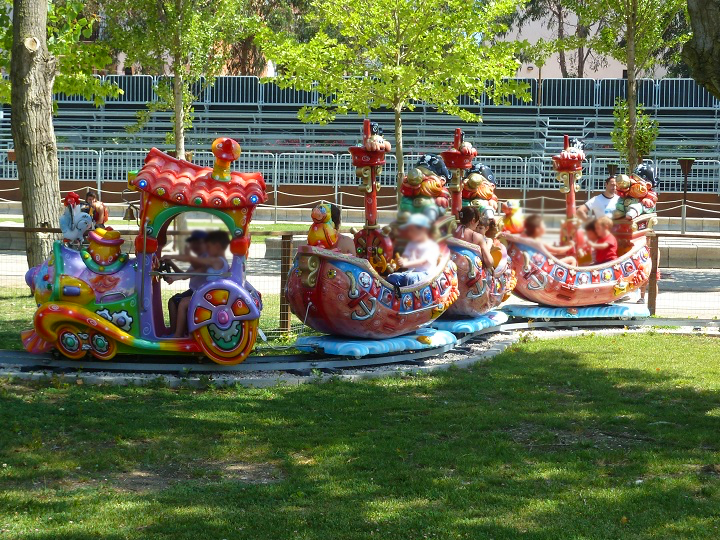
Trenino fattoria
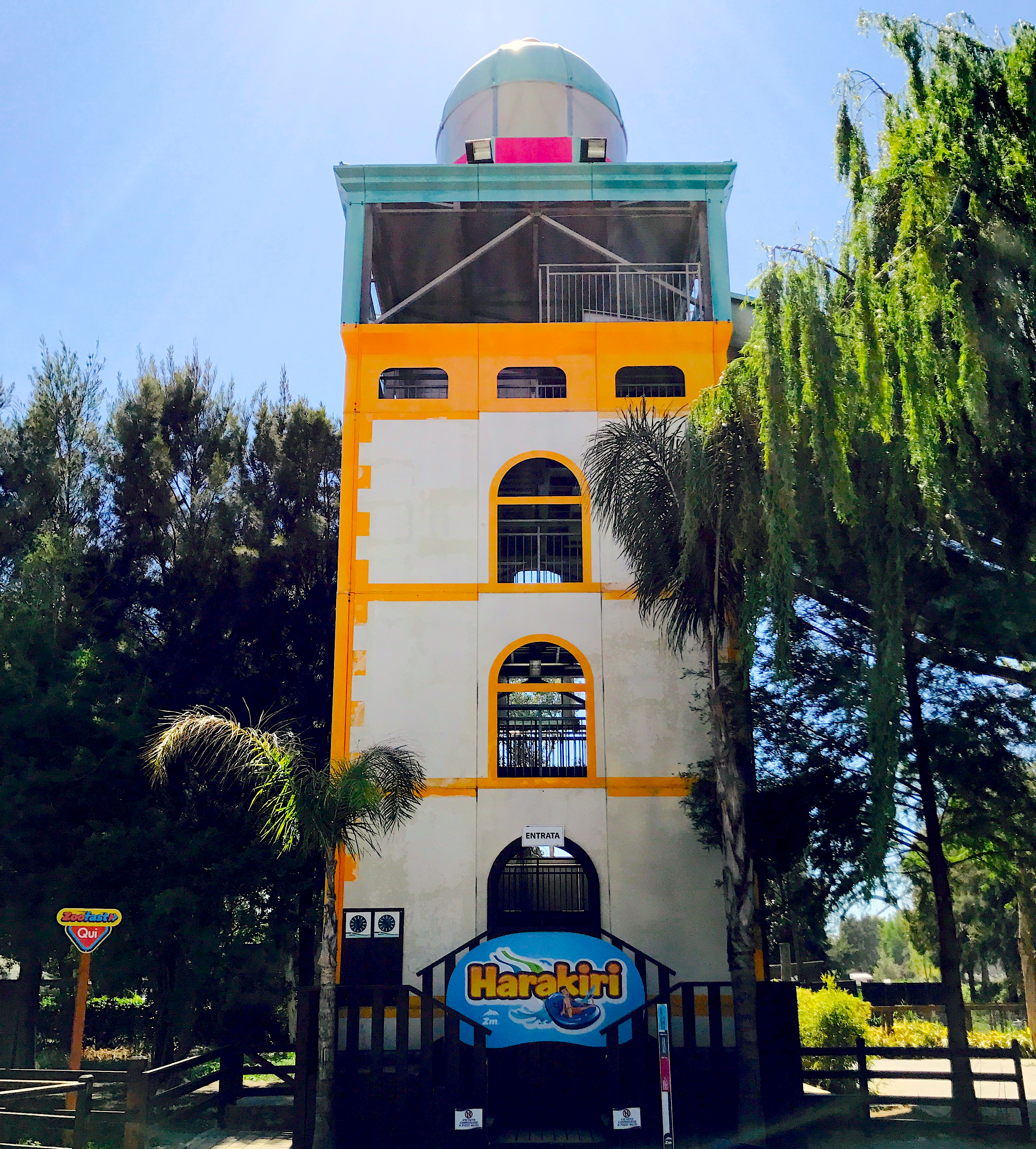
Harakiri
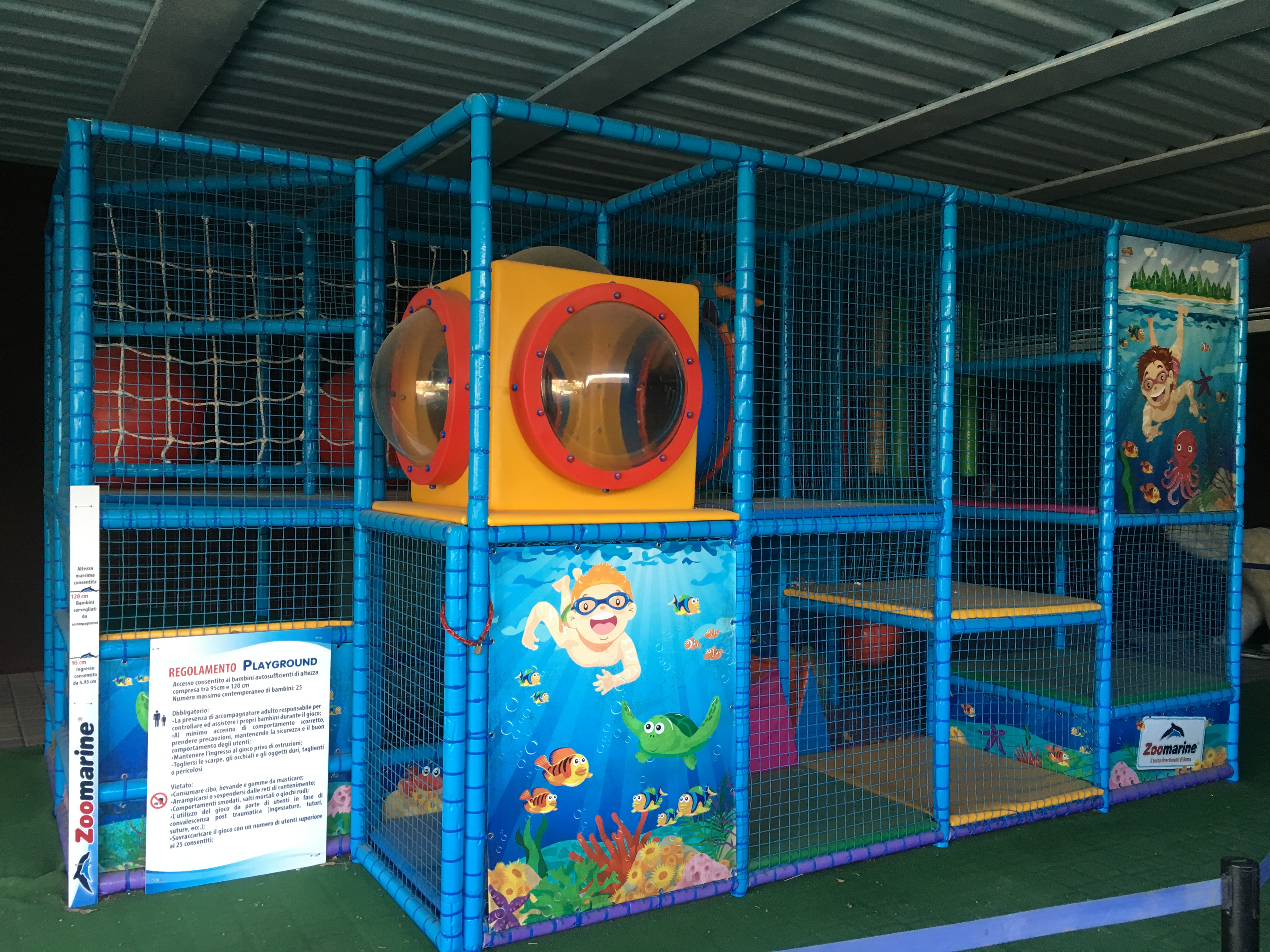
Playground Cinema 4D
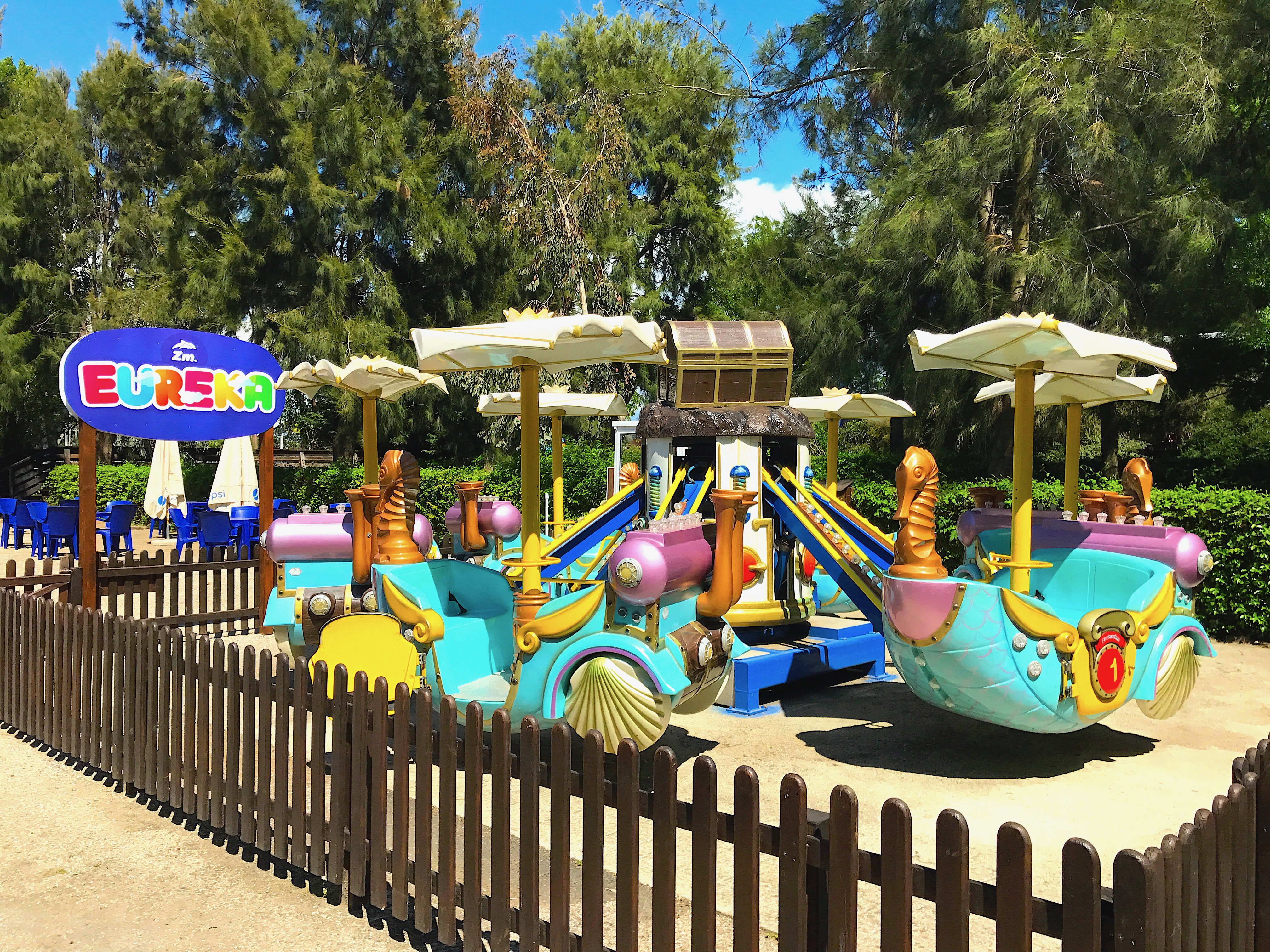
Eureka

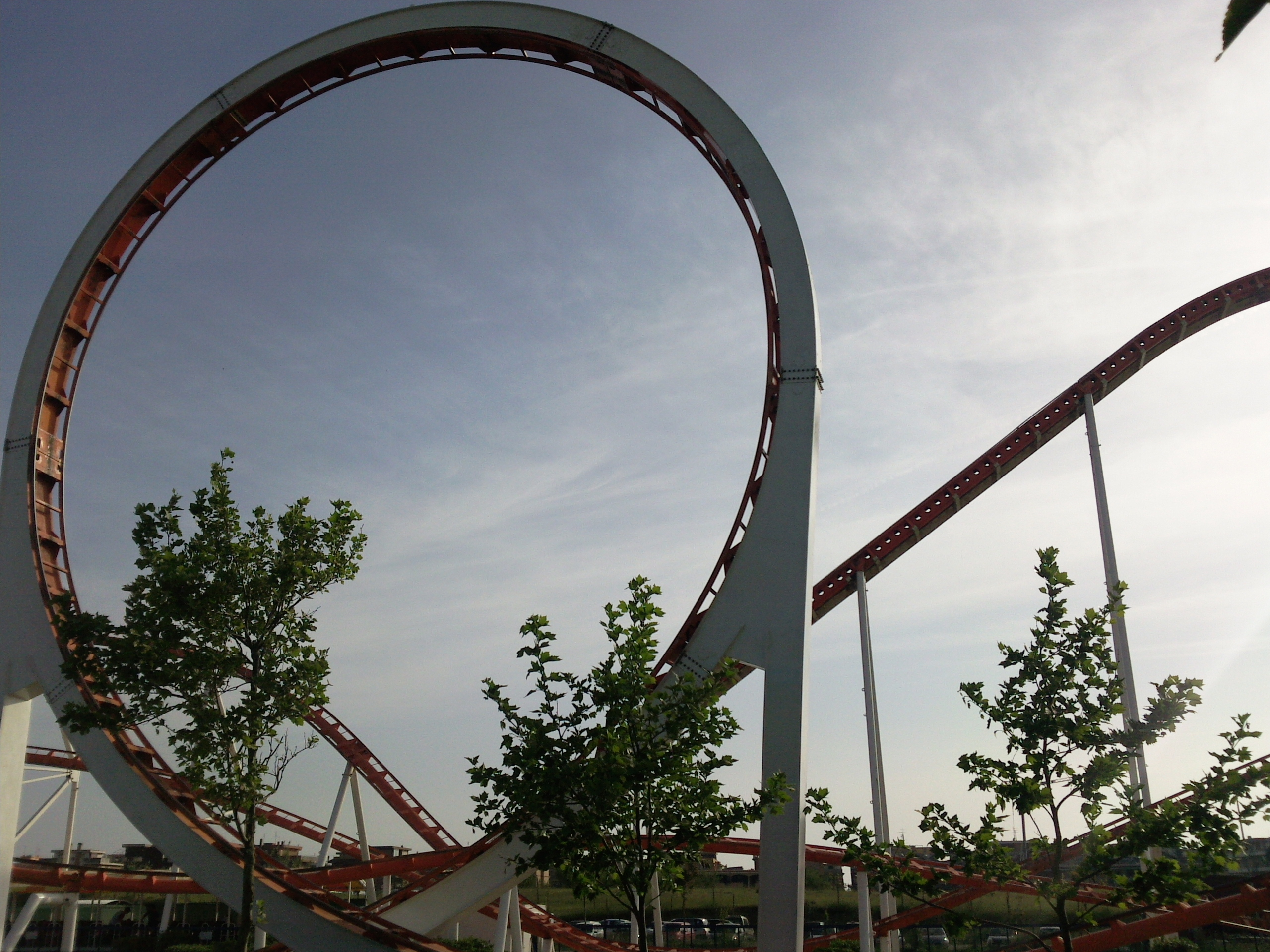
Vertigo
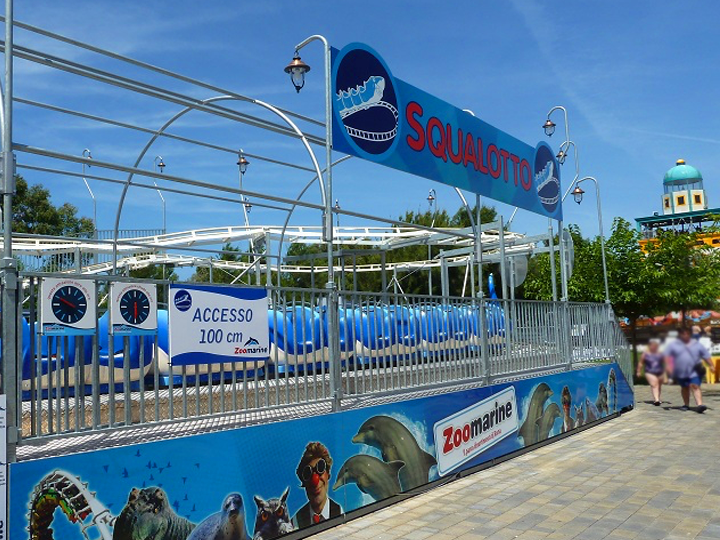
Squalotto
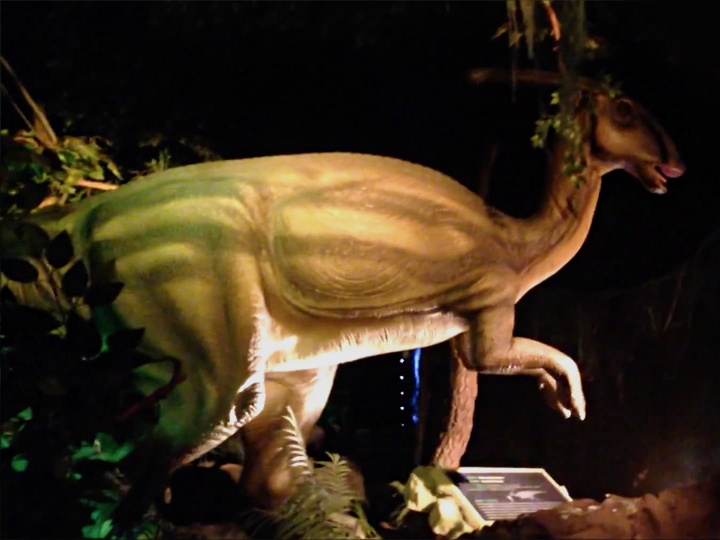
Era dei dinosauri
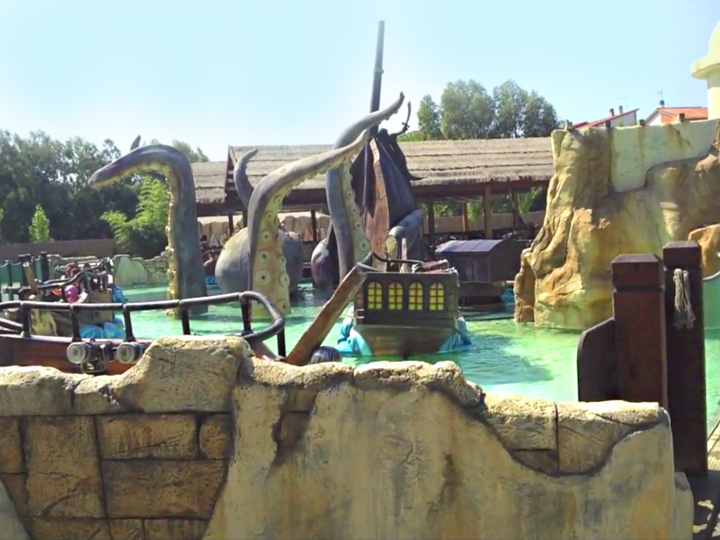
Laguna dei pirati
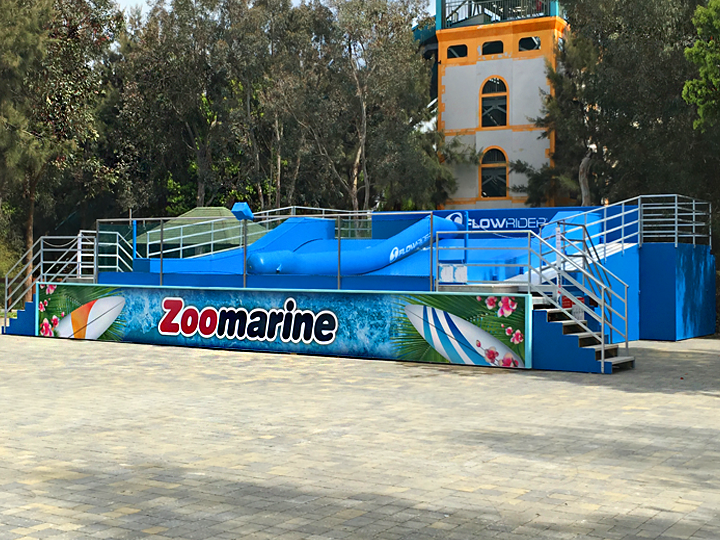
Flow Rider
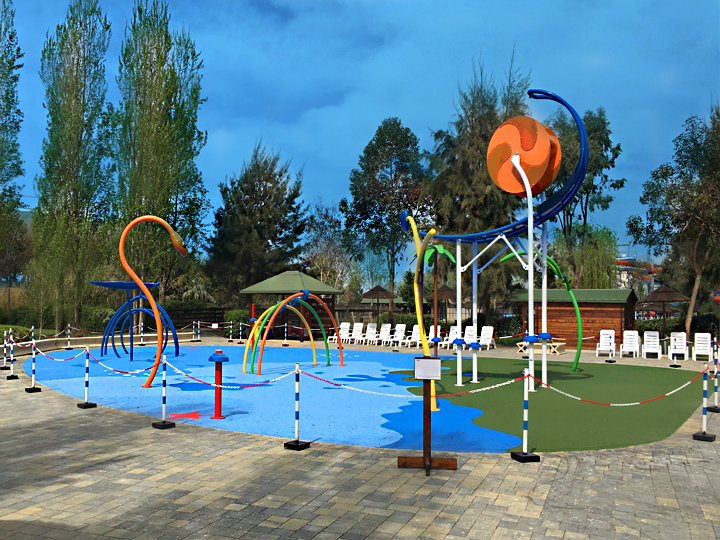
Hawaii

### Attrazioni rimosse
Le seguenti attrazioni sono state smantellate o dismesse per fare posto a nuove attrazioni (tra parentesi il periodo in cui sono state in attività):
- Playground (2006-2016)
- Drop Zone (2009-2013), free fall tower
- Playground Amazzonia (2016-2017), playground

#### Galleria attrazioni rimosse

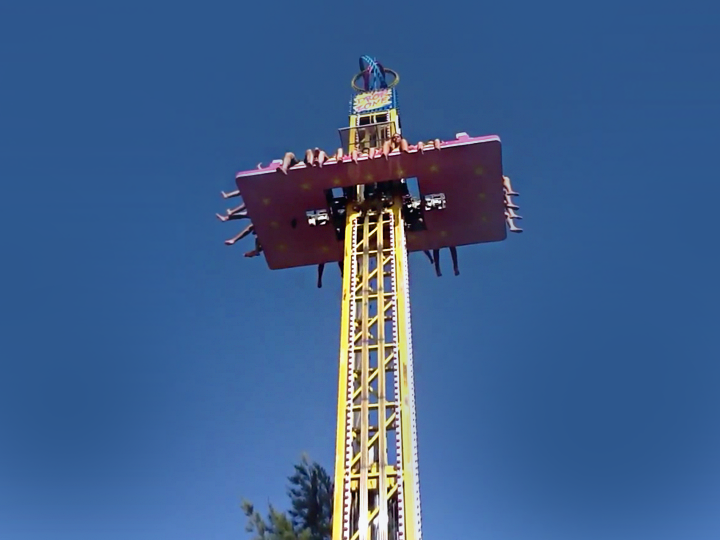
Drop Zone

## Media
Il parco appare in:
- Nel 2007, nel film Notte prima degli esami - Oggi di Fausto Brizzi, nelle scene con Nicolas Vaporidis e Carolina Crescentini.
- Nel 2009, nell'episodio Morte tra i delfini della seconda stagione di Rex, nella puntata Quando si fa sera - Parte II della nona stagione di Distretto di polizia e negli episodi I delfini innamorati e Fuga d'amore della sesta stagione di Un medico in famiglia.
- Nel 2010, nell'episodio I primi e gli ultimi della prima stagione di R.I.S. Roma - Delitti imperfetti.
- Nel 2011, nel film Una cella in due di Nicola Barnaba, nelle scene aventi protagonisti Enzo Salvi e Maurizio Battista.
- Nel 2016, nel videoclip Cult di Emis Killa.

## Eventi
- Il 24 luglio 2010 si è celebrato il concerto-evento di Gianni Morandi.[5]
- Il 16 aprile 2011 Radio Subasio ha festeggiato il suo 35º compleanno nel piazzale d'ingresso del Parco con un concerto con alcuni cantanti italiani.[6]
- Il 22 maggio 2011 è stata mostrata un'anteprima dello spettacolo teatrale Gli imprevedibili ragazzi de I Cesaroni[7].
- Il 6 giugno 2011 si è tenuta nel Cinema 4D l'anteprima nazionale della pellicola X-Men - L'inizio di Matthew Vaughn. La proiezione è stata riservata solo a VIP, giornalisti e alcuni clienti del parco che sono riusciti ad ottenere i biglietti per lo spettacolo all'interno del sito dell'azienda.[8]
- Il 30 settembre 2012 si è svolta l'anteprima nazionale del film Step Up Revolution.[9]

## Riconoscimenti
- Nel 2009, il parco ha ottenuto la prima licenza italiana come Giardino Zoologico.
- Il parco è stato alcune volte nominato in diverse edizioni dei Parksmania Awards. In particolare: nel 2009 e nel 2010 è stato nominato nella categoria Parco dell'anno ai Parksmania Awards, vincendo il premio nel 2010; nel 2012 l'attrazione Laguna dei pirati è stata nominata nella categoria Miglior Nuova Attrazione Family, anche in questo caso vincendo; nel 2013 e nel 2014 il parco è stato nominato nella categoria Migliore Personale. Nel 2017 e nel 2018 ha conquistato il Premio speciale della giuria rispettivamente per le attrazioni Covo dei Pirati e Galeone maledetto.
- Nel 2011 Zoomarine è stato inserito nel II Polo Turistico di Roma Capitale.